# Montserrat Figueras
Montserrat Figueras, née le 15 mars 1942 à Barcelone et morte le 23 novembre 2011 à Bellaterra (Cerdanyola del Vallès), est une chanteuse lyrique soprano espagnole de Catalogne. Elle fut l'épouse du musicien Jordi Savall avec qui, notamment, elle a enregistré un large répertoire de musique médiévale du bassin méditerranéen au sein des ensembles Hespèrion XX, puis Hespèrion XXI.

## Biographie
Très jeune, elle étudie le chant et le théâtre (son père joue du violoncelle). Elle abandonne par la suite le théâtre pour se consacrer au chant, conjointement avec sa sœur Pilar Figueras. Elle rejoint par la suite l'ensemble de musique ancienne Ars Musicæ, où elle chante les œuvres des grands polyphonistes espagnols du XVIe siècle. Au sein de cette formation, elle rencontre Jordi Savall qu'elle épouse en 1968 et avec lequel elle a deux enfants : Arianna et Ferran Savall, tous deux chanteurs et musiciens.
En 1968, le couple part à Bâle en Suisse étudier à la Schola Cantorum Basiliensis et à la Musik Akademie. Le couple séjourne en Suisse jusqu'en 1986. Outre des études vocales générales avec Kurt Widmer et plus tard avec Eva Krasznai, elle développe son goût pour la musique ancienne. Dans ce domaine, Montserrat Figueras développe une approche et une technique à la fois vivante et fidèle aux traditions de la musique vocale historique. Six ans plus tard, en 1974, le couple fonde, en compagnie de Lorenzo Alpert (instruments à vent et percussion) et Hopkinson Smith (instruments à cordes pincées), l'ensemble Hespèrion XX, qui se consacrera à l'interprétation et à la revalorisation du répertoire musical hispanique et européen d'avant 1800. En 1987, elle participe à la fondation par son mari Jordi Savall du chœur La Capella Reial de Catalunya. À l'aube de ce siècle, l'ensemble prend le nom d'Hespèrion XXI. 
Elle a tout le long de sa carrière œuvré pour la reconnaissance de la musique médiévale et de la renaissance catalane et européenne. El Cant de la Sibila qu'elle a interprété de nombreuses fois illustre son talent. Elle est l'une des grandes voix catalanes.
Montserrat Figueras a, entre autres, reçu le Grand prix de la Nouvelle Académie du disque et le Grand prix de l'Académie Charles-Cros. Elle fut nommée chevalier de l'ordre des Arts et des Lettres en 2003. Elle reçoit la Creu de Sant Jordi, distinction décernée par la Generalitat de Catalogne  (gouvernement autonome de la Catalogne), en 2011.
Elle meurt le 23 novembre 2011, des suites d'un cancer.